# Xuxa Só para Baixinhos 4
Xuxa Só para Baixinhos 4 é o oitavo álbum de vídeo e o vigésimo sexto álbum de estúdio da artista musical brasileira Xuxa, lançado em 25 de julho de 2003 pela Som Livre. Este é o quarto álbum da coleção Só para Baixinhos e foi produzido por Ary Sperling.

## Desenvolvimento e produção
Assim como nas edições anteriores, Xuxa ficou responsável pela direção geral e artística de Xuxa Só para Baixinhos 4, envolvendo-se em todos os detalhes do projeto. O cenário, misturando o clima de praia e luau, foi idealizado por ela. Para fazer esta seleção, a intérprete ouviu cerca de 300 canções acompanhada de Vanessa Alves, responsável pelas versões musicais. Neste projeto, Xuxa tem ao seu lado as crianças Isabella Mesquita (Bebela), Andrey Emerich, Joyce Candido, Wesley Silva Nunes (Pitoco), Thalia Rocha Fernandez (Thatá), Gabriela Carvalho, Maria Heloisa Rodrigues (Lolô), Giovanna Faria e Vitor Senna, que foi descoberto através de vídeos enviados ao programa Xuxa no Mundo da Imaginação. Vitor enviou uma fita VHS com sua imagem dançando uma música para participar do quadro Tem Talento. Ao ver aquela imagem, a artista não pensou duas vezes e o convidou para integrar o XSPB 4. O músico Milton Guedes fez uma participação especial no álbum, tocando saxofone na canção "Hora de Dormir".
Os personagens Guto, Xuxinha e Txutxucão estão de volta. Teddy, o Polvo, que não participou do Xuxa Só para Baixinhos 3 (2002), está de volta na canção "Nadando com o Teddy". Em "Shake Com o pé", o ator Marcelo Torreão faz uma participação especial caracterizado de Elvis Presley. Sasha Meneghel participou da música "Taba Naba", uma canção tradicional das Torres Strait Islands.
A ideia de "Estátua" é passar noções de psicomotricidade com os versos "mão na cabeça, mão na cintura, um pé pra frente, o outro pra trás". Neste musical, as crianças acompanham os movimentos aprendendo as partes do corpo humano. Os arranjos da faixa "Sr. Batedecábatedelá" foram feitos com utensílios domésticos. Foram usados latões, pedaços de vidros e panelas. No videoclipe, Xuxa entra na dança com estilo rastafári, acompanhada das crianças e do dançarino Fly, que encena um vendedor de picolé, o Sr. Batedecabatedelá. Nesta edição, Blad Meneghel, irmão de Xuxa, passou a assinar a direção do vídeo, enquanto Ary Sperling se tornou o produtor musical. Todas as canções foram masterizadas na Capitol Studios, em Los Angeles.

## Lançamento
Antes de chegar às lojas, no dia 1º de julho, Xuxa promoveu a exibição da versão em vídeo do álbum no cinema Via Parque, no Rio de Janeiro. Dezenas de crianças, acompanhadas de seus pais, jornalistas e equipe de produção lotaram a sala para conferir a nova edição. Assim que a projeção terminou, a artista chegou, recebeu aplausos e carinho das crianças. Lançado em 25 de julho, o disco também foi promovido em atrações televisivas como o Domingão do Faustão. Em outubro de 2003, alguns jornais do Grupo Globo realizaram um sorteio, oferecendo dezenas de produtos da Xuxa e kits CD+VHS do XSPB 4. Além disso, na edição de 12 de outubro, o jornal Extra publicou uma entrevista com a apresentadora e um jogo de tabuleiro inspirado no álbum. Na parada de discos da revista Época, obteve o nono lugar entre os discos mais comprados no Brasil.

### Turnê
Só Para Baixinhos: O Show foi a décima segunda turnê de Xuxa, baseada nos quatro primeiros volumes da série Só Para Baixinhos. A turnê passou por várias cidades do Brasil, incluindo Belo Horizonte, Vitória, Rio de Janeiro, Recife, Salvador, Porto Alegre, Maceió, São Luís, Natal e Goiânia. A ideia para essa turnê surgiu em 2000, após o lançamento do projeto XSPB, mas foi idealizada para 2001 e cancelada devido a um acidente nas gravações do Xuxa Park. Embora tenha marcado o retorno da apresentadora aos palcos, é uma turnê pouco conhecida pelo público. O cenário se assemelhava ao do projeto XSPB 2, com árvores e nuvens. A turnê começou em 9 de novembro de 2002 e terminou em dezembro do ano seguinte.

## Lista de faixas
| N.º            | Título                                                                  | Compositor(es)                                                              | Duração |  |
| 1.             | "Dirigindo Meu Carro" (Driving in my Car)                               | Ralph Covert Versão: Vanessa Alves                                          | 1:39    |  |
| 2.             | "Hula-Hula da Xuxinha" (Dance The Ooby Doo (With Dorothy the Dinosaur)) | M Cook J Fatt A Field G Page Versão: Vanessa Alves                          | 1:48    |  |
| 3.             | "Surfar" (Do The Flap)                                                  | M Cook J Fatt A Field G Page J Field T Henry Versão: Vanessa Alves          | 1:39    |  |
| 4.             | "Nadando Com Teddy" (Swim Henry Swim)                                   | M Cook J Fatt A Field G Page Versão: Vanessa Alves                          | 1:57    |  |
| 5.             | "Sr. Batedecábatedelá" (Mr. Knickerbocker)                              | David Bernard Wolf Arranjo e Adaptação: Vanessa Alves Xuxa                  | 1:32    |  |
| 6.             | "Ele é o Txutxucão" (Wags Loves to Shake Shake)                         | M Cook J Fatt A Field G Page J Field Versão: Vanessa Alves                  | 2:19    |  |
| 7.             | "Shake Com o pé" (Shake a Leg)                                          | Norman Foote Versão: Vanessa Alves                                          | 1:36    |  |
| 8.             | "Sem Parar" (Clap Your Hands)                                           | Matt Huesmann Arranjo e Adaptação: Vanessa Alves                            | 1:57    |  |
| 9.             | "Estátua"                                                               | Vanessa Alves Ary Sperling                                                  | 1:46    |  |
| 10.            | "Toque o Dedo" (If You're Happy and You Know It)                        | Cal Scott Arranjo e Adaptação: Vanessa Alves                                | 1:11    |  |
| 11.            | "Cinco na Cama" (Ten In The Bed)                                        | Cal Scott Arranjo e Adaptação: Vanessa Alves                                | 1:11    |  |
| 12.            | "Roda, Roda" (Ring Around The Rosie)                                    | Cal Scott Arranjo e Adaptação: Vanessa Alves                                | 1:13    |  |
| 13.            | "Se..." (If All The Raindrops)                                          | Bob Singleton Arranjo e Adaptação: Vanessa Alves                            | 1:34    |  |
| 14.            | "Dedo Das Mãos, Dedo Dos Pés" (Finger and Toes)                         | Gary Driskell Ron Kingery Stephen Elkins Arranjo e Adaptação: Vanessa Alves | 1:36    |  |
| 15.            | "Skinimarinki" (Skidamarink)                                            | Matt Huesmann Arranjo e Adaptação: Vanessa Alves Xuxa                       | 1:23    |  |
| 16.            | "A História da Cabana" (Little Cabin in the Wood)                       | Matt Huesmann Arranjo e Adaptação: Vanessa Alves Xuxa                       | 1:06    |  |
| 17.            | "Linda Sereia"                                                          | Vanessa Alves Maurício Gaetani                                              | 2:20    |  |
| 18.            | "Taba Naba"                                                             | Arranjo e Adaptação: M Cook J Fatt A Field G Page D Lindsay Christine Anu   | 2:04    |  |
| 19.            | "Porquinho" (This Little Piggy)                                         | D.P. Arranjo e Adaptação: Vanessa Alves                                     | 0:42    |  |
| 20.            | "Hora de Dormir" (Go to Bed, Sleepy Head)                               | Peter Lurye Mitchell Kriegmann Versão: Vanessa Alves Xuxa                   | 2:25    |  |
| 21.            | "Aloha'Oe"                                                              | Queen Lili' Uokalani Arranjo e Adaptação: Vanessa Alves                     | 2:47    |  |
| Duração total: | Duração total:                                                          | Duração total:                                                              | 35:58   |  |

| VHS e DVD      |                                                                         |                                                                                |         |  |
| N.º            | Título                                                                  | Compositor(es)                                                                 | Duração |  |
| 1.             | "Introdução"                                                            |                                                                                | 0:20    |  |
| 2.             | "Dirigindo Meu Carro" (Driving in my Car)                               | Ralph Covert Versão: Vanessa Alves                                             | 1:39    |  |
| 3.             | "Passagem (Palmeiras)"                                                  |                                                                                | 0:20    |  |
| 4.             | "Estátua"                                                               | Vanessa Alves Ary Sperling                                                     | 1:50    |  |
| 5.             | "Passagem (Polvo de Mãos)"                                              |                                                                                | 0:10    |  |
| 6.             | "Nadando Com o Teddy" (Swim Henry Swim)                                 | M Cook J Fatt A Field G Page Versão: Vanessa Alves                             | 2:05    |  |
| 7.             | "Passagem (Vogais)"                                                     |                                                                                | 0:20    |  |
| 8.             | "Se..." (If All The Raindrops)                                          | D.P. Arranjo e Adaptação: Vanessa Alves                                        | 2:14    |  |
| 9.             | "Passagem (Quantos Dedos Nós Temos)"                                    |                                                                                | 0:27    |  |
| 10.            | "Dedo Das Mãos, Dedo Dos Pés" (Finger and Toes)                         | D.P. Arranjo e Adaptação: Vanessa Alves                                        | 1:36    |  |
| 11.            | "Toque o Dedo" (If You're Happy and You Know It)                        | D.P. Arranjo e Adaptação: Vanessa Alves                                        | 1:14    |  |
| 12.            | "Passagem (Ondas)"                                                      |                                                                                | 0:14    |  |
| 13.            | "Surfar" (Do The Flap)                                                  | M Cook J Fatt A Field G Page J Field T Henry - Versão: Vanessa Alves           | 1:39    |  |
| 14.            | "Ele é o Txutxucão" (Wags Loves to Shake Shake)                         | M Cook J Fatt A Field G Page J Field Versão: Vanessa Alves                     | 2:19    |  |
| 15.            | "Passagem (Introdução de "Cinco na Cama")"                              |                                                                                | 0:10    |  |
| 16.            | "Cinco na Cama" (Ten In The Bed)                                        | D.P. Arranjo e Adaptação: Vanessa Alves                                        | 1:13    |  |
| 17.            | "Passagem (Cavalinho)"                                                  |                                                                                | 0:13    |  |
| 18.            | "Sem Parar" (Clap Your Hands)                                           | D.P. Arranjo e Adaptação: Vanessa Alves                                        | 1:58    |  |
| 19.            | "Sr. Batedecábatedelá" (Mr. Knickerbocker)                              | D.P. Arranjo e Adaptação: Vanessa Alves Xuxa                                   | 2:09    |  |
| 20.            | "Passagem (Vogais em Sinais)"                                           |                                                                                | 0:20    |  |
| 21.            | "Shake Com o pé" (Shake a Leg)                                          | Norman Foote Versão: Vanessa Alves                                             | 1:37    |  |
| 22.            | "A História da Cabana" (Little Cabin in the Wood)                       | D.P. Arranjo e Adaptação: Vanessa Alves Xuxa                                   | 1:11    |  |
| 23.            | "Skinimarinki" (Skidamarink)                                            | D.P. Arranjo e Adaptação: Vanessa Alves Xuxa                                   | 1:29    |  |
| 24.            | "Hula-Hula da Xuxinha" (Dance The Ooby Doo (With Dorothy the Dinosaur)) | M Cook J Fatt A Field G Page Versão: Vanessa Alves                             | 2:58    |  |
| 25.            | "Passagem (Introdução de "Linda Sereia")"                               |                                                                                | 0:18    |  |
| 26.            | "Linda Sereia"                                                          | Vanessa Alves Maurício Gaetani                                                 | 2:20    |  |
| 27.            | "Passagem (Vogais na Areia)"                                            |                                                                                | 0:21    |  |
| 28.            | "Taba Naba"                                                             | D.P. Arranjo e Adaptação: M Cook J Fatt A Field G Page D Lindsay Christine Anu | 2:09    |  |
| 29.            | "Porquinho" (This Little Piggy)                                         | D.P. Arranjo e Adaptação: Vanessa Alves                                        | 0:47    |  |
| 30.            | "Hora de Dormir" (Go to Bed, Sleepy Head)                               | Peter Lurye Mitchell Kriegmann Versão: Vanessa Alves Xuxa                      | 2:28    |  |
| 31.            | "Aloha'Oe" (Créditos)                                                   | Queen Lili' Uokalani Arranjo e Adaptação: Vanessa Alves                        | 4:05    |  |
| Duração total: | Duração total:                                                          | Duração total:                                                                 | 51:21   |  |

## Créditos e equipe
- Direção Geral e Artística: Xuxa Meneghel
- Produção Executiva: Luiz Cláudio Moreira e Mônica Muniz
- Produção Musical: Ary Sperling
- Coordenação Musical: Vanessa Alves (Vavá)
- Engenheiros de Gravação: Val Andrade (Valvulado)
- Engenheiros de Mixagem: Guilherme Reis
- Versão: Vanessa Alves (Vavá)
- Produzido por: Xuxa Produções e Som Livre
- Direção: Blad Meneghel
- Diretor de Fotografia: Luiz Leal (Luizinho)
- Diretor de Produção: Junior Porto
- Coordenação de Produção: Ana Paula Guimarães (Catu)
- Assistente de Produção: Andrezza Cruz
- Câmera Man: Osvaldo Rogério (Gaúcho)

## Desempenho comercial
| País — Tabela musical (2005—06) | Posição de pico |
| ------------------------------- | --------------- |
| Brasil (Época)                  | 9               |

| País — Tabela musical (2003) | Posição |
| ---------------------------- | ------- |
| Brasil (Pro-Música Brasil)   | 3       |
| Brasil (Época) DVD           | 18      |

| País — Tabela musical (2005—06) | Posição de pico |
| ------------------------------- | --------------- |
| Brasil (Época)                  | 9               |

| País — Tabela musical (2003) | Posição |
| ---------------------------- | ------- |
| Brasil (Pro-Música Brasil)   | 3       |
| Brasil (Época) DVD           | 18      |

| Região                                              | Certificação | Vendas   |
| --------------------------------------------------- | ------------ | -------- |
| Brasil (Pro-Música Brasil)                          | Platina      | 250,000* |
| *números de vendas baseados somente na certificação |              |          |

## Histórico de lançamento
| Região | Data                   | Formato(s) | Gravadora(s) | Referência(s) |
| ------ | ---------------------- | ---------- | ------------ | ------------- |
| Brasil | 25 de julho de 2003    | CD VHS     | Som Livre    | [ 1 ]         |
| Brasil | 26 de novembro de 2003 | DVD        | Som Livre    | [ 1 ]         |